# ژان بوایه
ژان بوایه (فرانسوی: Jean Boyer‎؛ ۲۶ ژوئن ۱۹۰۱ – ۱۰ مارس ۱۹۶۵) یک کارگردان و ترانه‌سرا اهل فرانسه بود.
وی کارگردان فیلم‌هایی همچون کودک مونت کارلو بوده است.